# Norbert Carius
Norbert Carius (* 23. Juni 1951 in Zweibrücken) ist ein deutscher Journalist.

## Leben
Norbert Carius ist Sohn eines Lehrers. Er legte 1969 die Abiturprüfung ab und studierte anschließend Politikwissenschaft, Soziologie und Mathematik an den Universitäten Saarbrücken und Trier. Es folgte ein Volontariat beim Saarländischen Rundfunk (SR).
Ab 1978 war er beim Saarländischen Rundfunk und beim Südwestfunk (SWF) als Radio- und Fernsehreporter, Moderator und Redakteur tätig. Im Jahr 1982 absolvierte er ein Praktikum an der französischen Journalistenschule Centre de formation et de perfectionnement des journalistes (CFPJ) in Paris.
Von 1984 bis 1989 leitete und entwickelte er vornehmlich in Montpellier deutsch-französische Radioseminare in Zusammenarbeit mit dem Deutsch-Französischen Jugendwerk, der Arbeiterwohlfahrt, der Ligue de l’Enseignement und dem Saarländischen Rundfunk. 1985 übernahm Carius die redaktionelle Leitung der Wissenschaftssendung Output beim SWF-Fernsehen.
Ab 1992 war Carius als SR-Korrespondent in der Bundeshauptstadt Bonn und ab 1996 als ARD-Hörfunkkorrespondent in Paris tätig. 1999 wechselte Carius als TV-Korrespondent zum Hauptstadtstudio der ARD nach Berlin. Ab 2007 arbeitete er dann als Sonderkorrespondent für den Saarländischen Rundfunk und als ARD-Medienberichterstatter.
Im Jahr 2009 wurde Carius wieder TV-Korrespondent für das ARD-Hauptstadtstudio.
Zu seinem journalistischen Fachgebiet zählen die SPD, die Linkspartei, der Themenkomplex Bildung und Forschung sowie die Themen Finanzen, Gesundheit und Umwelt.

## Auszeichnungen
- 2006 Ritter des nationalen Verdienstordens Frankreichs.[2]
- 1992: (zusammen mit Michael Thieser, Gerd Heger, Harald Martin und Gilles Margerand), Sonderpreis des Deutsch-Französischen Jugendwerks für die Entwicklung und langjährige Leitung von Radioseminaren für junge Leute[3]
- 1989: Europäischer Fernsehpreis Prix CEDEFOP für die TV-Dokumentation Europa aus dem Baukasten – Schüler lernen für den Markt von morgen
- 1985: Deutsch-Französischer Journalistenpreis: Hörfunk, 3. Preis für Die ungleichen Brüter – Kernkraft in Deutschland und Frankreich, SR